# Diabolic
Diabolic – amerykańska grupa muzyczna wykonująca death metal. powstała w 1997 roku w Tampie w stanie Floryda. Grupę rozwiązano 8 sierpnia 2004 roku, reaktywowana w czerwcu 2006 roku.

## Muzycy
| Obecny skład - Paul Ouellette - śpiew, gitara basowa (1998-2001, od 2007) - Raymond James - gitara (od 2004) - Kelly McLauchlin - gitara (od 2004) - Aantar Lee Coates - perkusja (1998-2001, od 2004) |  | Byli członkowie - Jesse Jolly - śpiew, gitara basowa (2004-2007) - Paul Ouellette - śpiew, gitara basowa (1998-2001) - Brian Malone - gitara (1998-2004) - Ed Webb - śpiew, gitara basowa (1998-2001, 2003-2004) - Bryan Hipp - gitara (2001) - Jerry Mortellaro - gitara (2001-2003) - Eric Hersemann - gitara (2003-2004) - Gael Barthelemy - perkusja (2003-2004) |

## Dyskografia
- City of the Dead (1997, demo)
- Supreme Evil (1998)
- City of the Dead (1999, EP)
- Scream Forth Blasphemy - A Tribute to Morbid Angel (2000)
- Subterraneal Magnitude (2001)
- Vengeance Ascending (2001)
- Tyrants From the Abyss - A Tribute to Morbid Angel (2002)
- Infinity Through Purification (2003)
- Seven Gates of Horror – A Tribute to Possessed (2004)
- Possessed By Death (2006, EP)
- Chaos in Hell (2007, EP)
- Chaos in Hell / Possessed By Death (2008, kompilacja)
- Excisions of Exorcisms (2010)[3]